# MTV France
Az MTV France egy 24 órás szórakoztató és zenecsatorna, mely a Viacom International Media Networks Europe tulajdona. A csatorna 2000. június 20-án indult el Franciaországban, mely elsősorban a francia nyelvű nézőkhöz szól, bár a csatornát Belgium és Svájc francia nyelvű területein is fogni lehet, valamint Monaco és Afrika francia nyelvterületein, Marokkóban kábelen, bár Québecben nem érhető el.
A csatorna központja Londonban van, bár a helyi csatorna központja Neuilly-sur-Seine-ben van.

## Történet
- Az MTV Europe-t 2000 júniusában a csatorna francia változata váltotta, mely más francia nyelvterületeken is elérhetővé vált.
- 2005-ben az MTV tovább bővítette a márkát Franciaországban, így megjelent az MTV Pulse és az MTV Idol csatornák. Egyéb csatornák is elérhetővé váltak, úgy mint az MTV Rocks, MTV Hits, VH1 Europe, és az MTV Base pán-európai változata is.[1]
- 2007 decemberében az MTV Networks France leányvállalata elindította az MTV Base francia nyelvű változatát.
- 2008 novemberében elindult az MTVNHD csatorna az országban.
- 2011 januárjában az MTV Networks France, az MTV Base, a Nickelodeon Game One szoftverrel kapcsolatos szolgáltatást indított Philips televíziókészülékeken való használatra.[2] Mindegyik csatorna ingyenes hozzáférést biztosít ingyenes videotartalmakhoz, hírekhez.
- 2016 márciusában az MTV +1 helyét a Nickelodeon +1 váltotta fel.